# Absurd Minds
Absurd Minds (parfois stylisé (ABSUЯD) minds) est un groupe allemand de synthpop.

## Histoire
Le groupe Absurd Minds est formé en 1995 par Stefan Großmann (voix, composition) et Tilo Ladwig (composition, programmation, samples). Musicalement, ils s'inspirent de l'EBM du début des années 1990. Les paroles sont inspirées de la religion et poussent l'auditeur à réfléchir par lui-même, sur lui-même, sur les rêves, les tromperies des médias et les forces de la nature.
Entre 1995 et 1999, Absurd Minds sort 3 CD-R en édition limitée, posant les bases des développements ultérieurs du groupe. Après une longue phase créative, leur premier concert a lieu au club Bunker de Dresde . Le groupe entre alors en contact avec Music Cooperation qui se charge de la gestion du groupe. Un contrat d'enregistrement avec le label Scanner suit en décembre 1999. Entre-temps, Absurd Minds joue à Electromania II à Leipzig.  L'enregistrement de leur premier single, Brainwash, et de leur album, Deception, se font en janvier 2000.
En mars 2000, le groupe joue en live au festival Nostromo à Görlitz, et ouvre pour le festival Electromania III qui fait partie du Wave-Gotik-Treffen 2000. En décembre 2000, leur deuxième single, Come Alive, sort et en janvier 2001, ils commencent à enregistrer l'album Damn the Lie. Pendant le travail sur cet album, le groupe engage un troisième membre, Timo Fischer, qui jusqu'alors n'avait joué qu'en renfort lors des concerts. Leur troisième album The Focus suit en octobre 2003, avec les singles Master Builder et Herzlos qui atteignent tous deux les charts DAC. Une autre apparition au Wave-Gotik Treffen suit en 2004, tandis que le quatrième album d'Absurd Minds, Noumenon, sort en novembre 2005,. Il faudra attendre encore cinq ans pour qu'Absurd Minds sorte son cinquième album, Serve or Suffer, en 2010,.
En 2017, 7 ans après leur dernier album studio, ils sortent Tempus Fugit. Puis, en pleine pandémie de Covid-19 en Allemagne, ils sortent l'album Sapta. Trois ans plus tard, ils sortent l'album Gravitas.

## Discographie

### Albums studio
- 2000 : Deception (CD : Scanner, Schwarzrock)
- 2001 : Damn the Lie (CD/2xCD ; Scanner, Schwarzrock)
- 2003 : The Focus (CD/2xCD/CDR ; Scanner, Schwarzrock)
- 2005 : Noumenon (CD/2xCD ; Scanner, Schwarzrock)
- 2010 : Serve or Suffer (CD ; Scanner, Schwarzrock)
- 2017 : Tempus Fugit (CD ; Scanner, Schwarzrock)
- 2020 : Sapta (CD/AIFF ; Scanner, Schwarzrock)
- 2023 : Gravitas (CD)

### EP
- 1999 : Brainwash (EP, CDR, CD ; Scanner, Schwarzrock)
- 2006 : The Cycle (CD ; Scanner, Schwarzrock)

### Démos
- 1996 : Planetary Empire (CDR/cassette audio)
- 1998 : Venture Inward (CDR)

### Compilations
- 2005 : Revived (CD, COP International)

### Singles
- 2000 : Come Alive (CD ; Scanner, Schwarzrock)
- 2002 : Master Builder (CD ; Scanner, Schwarzrock)
- 2004 : Herzlos (CD ; Scanner, Schwarzrock)
- 2007 : Powerful / Winds will blow (FLAC ; Scanner, Schwarzrock)